# Histoire de Digne-les-Bains

Blason de Digne-les-Bains
Les Armoiries de Digne-les-Bains se blasonnent ainsi :
D’azur à la fleur de lys d’or accompagnée en chef d’une croisette de gueules, aux flancs de deux lettres L capitales affrontées d’argent et en pointe d’une lettre D capitale aussi d’or.
Ces armories dans leur forme actuelle remontent à 1693.
La croix symbolise l'évêché, la lettre D est l'initiale de la ville, la fleur de lys rappelle Charles Ier d'Anjou, comte de Provence, les lettres L ont été ajoutées sous Louis XIV, roi de France, comte de Provence et de Forcalquier.

La ville de Digne-les-Bains a une histoire qui remonte à la période gauloise, à la fin du Ier millénaire av. J.-C.
Nommée Dinia, elle est constituée comme chef-lieu de la civitas des Bodiontiques sous l’Empire romain. Son nom évolue ensuite assez peu, jusqu’au changement de nom vers Digne-les-Bains en 1988.
Au Moyen Âge, elle est le siège d’un évêché, la présence d’une sénéchaussée renforçant son rôle administratif, qui est confirmé à la Révolution française lorsqu’elle devient le chef-lieu du nouveau département des Basses-Alpes, dont elle est toujours préfecture. En 1862, trois communes voisines lui sont rattachées, Courbons, Gaubert et Les Sièyes, puis Digne s’agrandit encore en 1974 avec Les Dourbes.

## Préhistoire
Dès la préhistoire, les hommes se sont installés à l’emplacement actuel de Digne.
La présence de trois rivières (la Bléone, le Mardaric, et les Eaux-Chaudes, en a fait un endroit idéal pour l’implantation humaine. Avant la conquête romaine, elle est la capitale des Bodiontici (ou Brodiontii) dont le nom est retrouvé sur le trophée des Alpes à La Turbie.

## Antiquité
La ville devient une cité romaine nommée Dinia au Ier siècle, puis Digna en 780, appréciée pour ses eaux thermales.
On retrouve quelques établissements ruraux tout autour de la ville, comme aux Hôtelleries de Gaubert (sud-est de la ville), où le bâtiment fouillé est occupé du début du Ier siècle à la fin du IVe siècle. Dans ce secteur, au pied du Cousson, le sol a été cultivé de façon continue depuis l’Antiquité jusqu’au reboisement récent.

## Moyen Âge

### Haut Moyen Âge
Au VIe siècle, des fortifications sont élevées sur deux hauteurs de la ville afin de résister aux invasions barbares.
Deux quartiers distincts se forment : le Bourg et la Cité. Le bourg, site antique, se voit doublé d'un castrum autour du château épiscopal construit sur le Rochas. Ces deux quartiers fonctionnaient comme deux villes indépendantes l’une de l'autre et ce dès leur création : le bourg restait sous la tutelle du prévôt du chapitre alors que la cité ou castrum relevait de l'évêque.

### Moyen Âge classique
L'arrivée des Angevins à la tête du comté de Provence en 1246 accélère le processus de récupération des droits comtaux usurpés pendant la période précédente par les seigneurs laïcs ou ecclésiastiques. Ainsi Charles Ier, comte de Provence, fait établir un paréage à Digne en 1257 et prend sous sa tutelle la cité, l’évêque voyant ses droits restreints[réf. incomplète]. Ces seigneurs prélevaient des péages, l’un à Digne, et l’autre à Gaubert, sur la route rejoignant la vallée de l’Asse. Dans le troisième quart du XIIIe siècle (entre 1250 et 1274), une maison des frères du Sac s’implante à Digne, avant de devoir fermer peu après lorsque l’ordre est dissous.
Le retour du pouvoir comtal dans la cité entraîne une modification dans les rapports entre pouvoirs locaux et communauté : en 1260, la cité de Digne se voit reconnaître le droit de nommer des cominaux, chargés de veiller à la gestion de la ville[réf. incomplète]. De même, la présence de consuls est attestée au bourg, manifestant clairement la séparation des deux lieux de peuplement. Le regroupement des deux sites se fait administrativement en 1385 lors de l'institution de syndics, remplaçant les cominaux, chargés de représenter à la fois la cité et le bourg. L'évolution de l'institution permet d'observer une rationalisation administrative au début du XVe siècle[réf. incomplète]. La mort de la reine Jeanne Ire ouvre une crise de succession à la tête du comté de Provence, les villes de l’Union d'Aix (1382-1387) soutenant Charles de Duras contre Louis Ier d'Anjou. La communauté de Digne soutient les Duras jusqu’au 18 septembre 1385, puis change de camp pour rejoindre les Angevins grâce aux négociations patientes de Marie de Blois, veuve de Louis Ier et régente de leur fils Louis II. Le seigneur de Courbons, Jean Isoard (également seigneur d’Entrages), se rallie aux Angevins en juillet 1386.

### Bas Moyen Âge
Une épidémie de peste touche la ville de septembre 1451 à juillet 1452.
À partir de 1475, la prédication des franciscains provoque plusieurs émeutes antijuives meurtrières. Ces meurtres, pillages, et les départs qu'ils entraînent font passer la communauté juive de Digne de 20 feux (soit plus de cent personnes) en 1468 à trois seulement en 1493.

## Époque moderne (XVIe,XVIIeetXVIIIesiècles)
Comme le reste de la France, Digne est prise dans les guerres de religion. Dès 1562, les huguenots pénètrent dans la cathédrale, lacèrent les tableaux et brisent les statues, retirent les reliques et les font brûler avec les ornements du chœur sur le parvis. Elle est attaquée par les protestants en 1574. En 1575, c’est l’église Saint-Jérôme qui est saccagée. Dans les années suivantes, la ville reste sous pression : en 1579, c'est le capitaine d'Archal qui occupe les campagnes alentour.
En 1589, à l’avènement d’Henri IV, les ultras-catholiques de la Ligue catholique prennent le pouvoir dans la ville, jusqu’en 1591. Cette année, la ville tombe devant les armées royales de Lesdiguières : la cathédrale est fortifiée et attaquée : elle est bombardée avec des catapultes, puis prise d’assaut. C’est aussi pendant cette période que les habitants s’emparent du château des évêques, sur le Rochas, et le détruisent, pour éviter qu’il ne tombe aux mains d’un parti ou de l’autre.
Digne est touchée par une épidémie de peste (1629), qui fait tomber la population de la ville de dix mille à mille cinq cents habitants ; l’épidémie revient en 1631.
Le fief de Gaubert est érigé en marquisat en 1717.
Un bureau de la poste royale est installé à Digne à la fin de l’Ancien Régime.

## Époque contemporaine

### Révolution française et Premier Empire

#### Monarchie constitutionnelle
La nouvelle de la prise de la Bastille est accueillie favorablement, cet événement annonçant la fin de l’arbitraire royal et, peut-être, des changements plus profonds dans l’organisation de la France. Immédiatement après l’arrivée de la nouvelle, un grand phénomène de peur collective s’empare de la France, par peur du complot des aristocrates désirant recouvrer leurs privilèges. Des rumeurs de troupes en armes dévastant tout sur son passage se propagent à grande vitesse, provoquant des prises d’armes, l’organisation de milices et des violences anti-nobiliaires. Cette Grande Peur, arrivée à Seyne le 31 juillet et appartenant au courant de la « peur du Mâconnais », atteint Digne et sa région le 31 juillet 1789 dans la journée avant de se propager vers Riez où elle arrive dans la journée, Moustiers et Castellane.
La ville est érigée en chef-lieu des Basses-Alpes et de district dès mars 1790, à la création des départements. La société patriotique de Digne est créée en septembre 1790 (deuxième du département par son ancienneté) ; elle s’affilie aux Jacobins en juin 1791, et devient un relais de ce club dans le département, en acceptant les affiliations de nombreux clubs des Basses-Alpes ; elle reçoit aussi la demande d’affiliation de celui de Carpentras. D’abord appelée chambrette bourgeoise, elle prend ensuite le nom de Club patriotique, puis le 9 octobre 1792, de Société des amis de la Constitution, de la Liberté, de l’Égalité. Elle établit un comité de correspondance chargé des relations avec les autres sociétés populaires qui lui sont affiliées le 14 novembre 1792. Les 10 et 11 janvier 1793, le général Peyron effectue une descente depuis Marseille, soutenu par des clubistes marseillais en armes. Il se venge car il n’a pu obtenir le poste de procureur général syndic, deux administrateurs départementaux sont destitués et une amende de 13 000 livres versée au club marseillais.

#### La Convention
En 1792-1793, la section de Digne est contrôlée par les fédéralistes. En relation avec la section de Marseille, elle diffuse les idées des Girondins, jusqu’à leur proscription le 31 mai 1793 et l’écrasement de l’insurrection fédéraliste en juillet, qui se traduit par une condamnation à mort à Digne.
L’arrêté du 9 juillet 1794 désigne Digne comme lieu de rassemblement des prisonniers de guerre faits par l’armée d'Italie, avant leur répartition dans le reste de la France.
Le 5 frimaire an III, le représentant en mission Gauthier épure la société.

#### Consulat et Premier Empire
Digne accueille la préfecture sous le Consulat. Le préfet Lameth, très populaire (1802–1805), crée une promenade ombragée entre le pré de Foire et les rives de la Bléone, et plante des platanes sur le boulevard Gassendi.
Napoléon Ier passe à Digne au début des Cent-Jours, lors du Vol de l’Aigle entre sa prison de l’île d'Elbe et Paris.

### Second Empire
En 1851, l’annonce du coup d’État du 2 décembre provoque un soulèvement dans les campagnes, et les paysans installent un gouvernement provisoire à Digne. Après l’échec de l’insurrection, une sévère répression poursuit ceux qui se sont levés pour défendre la République : 52 habitants de Digne sont traduits devant la commission mixte, la majorité étant condamnés à la déportation en Algérie. Les communes voisines ont aussi pris part à l’insurrection, et les habitants sont eux aussi poursuivis et condamnés : 20 aux Sièyes, 4 à Gaubert, un à Gaubert.
En 1862, Digne absorbe les communes voisines de Courbons, Gaubert et Les Sièyes.
Comme de nombreuses communes du département, Digne se dote d’écoles bien avant les lois Jules Ferry. Cependant, aucune instruction n’est donnée aux filles en 1861, alors que la loi Falloux (1851) impose l’ouverture d’une école de filles aux communes de plus de 800 habitants (et que Courbons et Gaubert, petites communes rurales voisines, ont une école de filles). Ce n’est que dans les années 1860 que la municipalité de Digne choisit d’ouvrir une école de filles (à laquelle s’ajoutent les écoles de filles de Gaubert et de Courbons). Ce n’est qu’avec les lois Ferry que toutes les filles de Digne et des villages rattachés sont régulièrement scolarisées. Outre ce délai avant la scolarisation des filles, la commune traite différemment filles et garçons dans d’autres domaines : si elle emploie un agent communal pour le nettoyage des salles de classe des garçons, ce sont les filles qui balaient leur salle de classe. Le maire se justifie en disant qu’il faut « initier les jeunes filles aux travaux du ménage, [...] le balayage faisant partie de leurs attributions. ». Si l’existence d’écoles est relativement précoce, la commune se contente de louer des bâtiments inadaptés : décrépits, dont les portes ferment mal, ou trop petites (une salle de 30 m2 pour 22 élèves...). Ce n’est que dans les années 1880 que des bâtiments d’école satisfaisant aux nécessités de l’enseignement.
La première salle d’asile (école maternelle) ouvre à Digne en 1842.
En 1862, Digne absorbe les communes voisines de Courbons, Gaubert et Les Sieyes. Ces communes rattachées possédaient elles aussi leurs écoles : les trois avaient une école de garçons, Courbons et Gaubert possédant en outre une école de filles. La commune des Dourbes possédait deux écoles de garçons (aux Dourbes et au Villard), et aucune de filles.

### IIIeRépublique
Au XIXe siècle, la ville est alimentée en vin par les communes voisines : Aiglun, Courbons, les Sièyes (vignoble de 110 ha), Mallemoisson, mais aussi Entrages, qui fournissait le vin pétillant de Chabrières. Malgré le phylloxéra, le vignoble occupe encore plus de 800 ha en 1880, mais en complantation. Les vignes-terres ou terres-vignes sont plantées en allées et environ seul le quart ou le tiers de ces surfaces était réellement planté en ceps. La vigne était parfois complantée d’olivier, mais seulement jusqu’aux altitudes de 700 à 710 m aux Hauts-de-Sièyes (terroir de 17 ha), sur les versants favorables, l’olivier étant plus sensible au gel que la vigne. L’huile d’olive de Digne était aussi produite à Aiglun, Barras, Mallemoisson, mais aussi des communes plus éloignées comme Bras-d'Asse, Estoublon, Mézel.
Le bassin viticole a dépéri, touché par la crise du phylloxéra et concurrencé par des vins plus agréables et moins chers du Languedoc et de Basse-Provence. Le vignoble de Digne, planté à 82 % d’hybrides, devenu médiocre, pulvérisé en de minuscules exploitations (moyenne de 16 ares), ne disposait pas des conditions techniques pour perdurer. Inversement, l’oliveraie a subsisté, à l’état de relique (avec 1 613 arbres en 2005).

### Première Guerre mondiale
Deux cent dix Dignois sont morts pour la France durant la Première Guerre mondiale. L’hôpital a pris en charge des soldats blessés par les combats, dont près de soixante-dix, décédés des suites de leurs blessures, sont inhumés au carré militaire du cimetière du bourg. Ce carré comporte aussi le corps de deux soldats morts durant le second conflit mondial.

### Seconde Guerre mondiale

#### La drôle de guerre
En vertu de la loi du 18 novembre 1939, un centre d’internement ouvre à Digne, destiné à accueillir une compagnie spéciale de passage pour militaires potentiellement dangereux pour la Défense nationale. Cette compagnie stationne à la caserne Desmichels (actuel hôtel de ville), les militants communistes et syndicalistes du Var, des Alpes-Maritimes et des Bouches-du-Rhône y sont envoyés.

#### La campagne de France et l’armistice
Dans les Basses-Alpes, la guerre ne commence que fin juin, avec l’attaque italienne qui n’avance que très peu. Mais l’armistice de Villa Incisa, signé le 24 juin à Rome, impose la démilitarisation d’une bande de 50 km à partir de la frontière franco-italienne (ligne violette). En conséquence, le 20e bataillon de chasseurs alpins doit prendre garnison à Digne. De plus, le territoire en arrière de cette ligne violette est inspecté par la CIAF (commission italienne d'armistice avec la France), qui cherche à localiser les lieux où sont stockés les armements français afin d’empêcher un éventuel réarmement de la ligne Maginot en cas de reprise des hostilités. Ces inspections sont contrées par l’opération de « camouflage des armements » ou de « conservation des armements »" (CDA)

#### Le régime de Vichy
Les premiers résistants sont un groupe organisé autour de Simone Pellissier qui distribuent le journal Combat, dès 1941. Le 1er mai 1942, elle dépose une gerbe au monument aux morts, au cours d’une manifestation : elle est arrêtée dès le lendemain avec six autres manifestants.

#### Les Occupations italienne et allemande
Digne est occupée par l'Italie de novembre 1942 (après le débarquement allié en Afrique du Nord le 8 novembre 1942), des unités de la IVe armée occupent la région (dont la division Pusteria à Digne). Lorsque l’armée italienne se retire en septembre 1943, l’armée allemande prend immédiatement le relais. Dans la région, c’est la 148e division d'infanterie de réserve qui est présente et installe une kommandantur  à Digne avec des effectifs de 792 hommes.
Avec la dissolution de l'armée d'armistice, le commandant Chaumont du 20e bataillon de chasseurs alpins commence à structurer l'Organisation de résistance de l'armée locale (ORA). L'Occupation déclenche le renforcement des actions de la Résistance : la façade du journal collaborateur L'Éclaireur est la cible d'un attentat perpétré par Combat, puis le service allemand de placement des ouvriers français dans les usines d'Allemagne (dès le 10 novembre 1942).
Pendant toute la guerre, trente-quatre juifs sont arrêtés à Digne avant d’être déportés.
Le 1er mai 1943, des locomotives sont sabotées par la Résistance.

#### La Libération
Le 16 août 1944, la ville est bombardée par des P-47 Thunderboldt, qui ont décollé d’un terrain proche de Bastia en Corse. Leur objectif est le grand pont de Digne, traversant la Bléone, mais une seule bombe atteint le pont, n’entravant que pour quelques heures le passage des véhicules. Plusieurs immeubles sont endommagés. Le bombardement fait vingt-quatre victimes civiles et 2 tués Allemands (25 au total selon Jean Garcin).
La ville est libérée le 19 août 1944 par la Task Force Butler, détachement motorisé composé d’éléments blindés, d’infanterie et d’artillerie provenant des 36e division d’infanterie du Texas et 45e division d’infanterie US, aidée des forces de la Résistance.
Les premiers accrochages ont lieu en milieu de matinée à Châteauredon, à l’endroit où la voie de chemin de fer traverse la route départementale. Au moment où la colonne blindée s’approche, les Allemands tirent de leurs positions surplombant la route. Ils décrochent ensuite vers le village où ils sont pris à partie par les canons des blindés. Certains sont faits prisonniers dans le village, d’autres dans la chapelle. D’autres se replient vers la Clue de Chabrières et engagent le combat avec des résistants. La progression de la colonne continue vers Digne sans résistance. Au niveau des Ferréols, les soldats investissent l’hôtel de l’Ermitage, quartier général de l’armée allemande à Digne, et capturent le général Schubert commandant la place. Ayant miné et fait exploser les arbres longeant la route, les Allemands retardent pour un temps la colonne aux Ferreols. Après avoir tenté de progresser le long de la Bléone, l’attaque est menée par l’avenue du Lycée, qui est transformé en 217e hôpital de campagne par la Wehrmacht. Devant la résistance rencontrée en différents points dans le centre-ville, et l’impossibilité de manœuvrer avec les blindés, du fait de l’étroitesse des rues, les Américains décident de bombarder la ville par des obusiers M7-Priest, en position à Gaubert. Une seconde colonne blindée ayant progressé par Oraison, les Mées et Malijai, envoyée en appui de la première, entre dans Digne par la route de Mallemoisson et nettoie les différentes poches de résistance allemande, notamment le dépôt de carburants de la Tour, puis progresse vers le centre-ville par la rive droite de la Bléone. En fin de journée, après les derniers combats, la garnison se rend aux forces américaines, qui font près de entre 600 prisonniers et 800 prisonniers, dont le général Schuberth, chef de la Feldkommandantur.
La libération de Digne s’inscrit dans un mouvement de contournement de la vallée du Rhône, à travers les Alpes, par la route Napoléon, confié à la Task Force Butler et qui vise à couper la retraite à l’armée allemande stationnée en Provence. À Aspres-sur-Buech, la colonne fait mouvement vers l’ouest, en direction du Rhône et de Crest (bataille de Montélimar). Les combats font dans la journée 6 tués et 11 blessés du côté allié et au moins 21 tués du côté allemand. Les soldats allemands tombés durant les combats pour la libération de Digne-les-Bains ont été enterrés au carré militaire allemand du cimetière du bourg, auprès des autres soldats tués durant l’Occupation, au cours de différents combats contre les forces de la Résistance. En mars 1958, leurs corps sont exhumés et transférés au cimetière militaire allemand de Dagneux (Ain).
Le 20 août 1944, un défilé a lieu et replace solennellement l’effigie de la République au rond-point du colonel Payan.
Immédiatement après la Libération, l’épuration commence. Des exécutions après procès expéditifs (avec juge mais sans avocats) ont lieu.
Le camp de prisonniers de guerre allemands compte jusqu’à 2 700 prisonniers. L’un d’eux participe à l’expédition de sauvetage après la double catastrophe aérienne de la montagne du Cheval Blanc en 1948.
À partir du début de l’année 1945, de nouveaux convois de troupes passent par la ville en direction de la poche de résistance allemande de l’Ubaye.
Un camp de prisonniers de l'Axe est établi à Digne, sous le numéro de dépôt 157 ; jusqu'à 2 700 militaires y sont emprisonnés. L’un d’eux se distinguera en portant secours à des aviateurs américains victimes d’une catastrophe aérienne sur le Cheval Blanc (voir cet article).

### Depuis 1945
En 1974, la commune voisine des Dourbes est rattachée à Digne.
La commune change de nom pour Digne-les-Bains en 1988.
De nos jours, la ville de Digne-les-Bains continue de s’étendre, principalement le long des rives de la Bléone. Elle forme avec Entrages, Marcoux, La Robine-sur-Galabre, et Mézel, la communauté de communes des Trois-Vallées (CC3V).
Les cités du Pigeonnier et de Barbejas ont été classées zones urbaines sensibles jusqu'en 2015, seule la première étant aujourd'hui un quartier prioritaire.